# Lee Roy Caffey
(en) Statistiques sur pro-football-reference
Lee Roy Caffey (né le 3 juin 1941 à Thorndale et décédé le 18 janvier 1994 à Houston) est un joueur américain de football américain.

## Enfance
Caffey étudie à la Thorndale High School de sa ville natale et pratique plusieurs sports avant son départ pour l'université A&M du Texas, recevant notamment une sélection All-State en basket-ball.

## Carrière

### Université
Il entre à la faculté à l'automne 1959 et est approché par l'entraîneur adjoint Shelby Metcalf pour intégrer l'équipe de basket des Aggies mais Caffey préfère se concentrer sur le football. Il joue alors comme fullback et linebacker et est nommé dans l'équipe 1961 de la Southwest Conference en défense. Participant au College All-Star Game face aux Packers de Green Bay, il est remarqué par l'entraîneur Vince Lombardi.

### Professionnel
Lee Roy Caffey est sélectionné au septième tour de la draft 1963 de la NFL par les Eagles de Philadelphie au 88e choix mais également par les Oilers de Houston à la draft de l'AFL au quatrième tour et vingt-cinquième choix. Il choisit la NFL et dès sa première saison et se montre notamment avec une interception qu'il retourne en touchdown de 87 yards et figure dans l'équipe des rookies de la saison 1963.
L'année d'après, il est placé dans un échange et part chez les Packers de Green Bay avec un premier tour de la draft 1965, permettant à la franchise de sélectionner Donny Anderson, contre Jim Ringo et Earl Gros. L'entraîneur Vince Lombardi procède à cet échange pour pallier les manques de son équipe au niveau de la défense et les résultats sont au rendez-vous avec trois championnats NFL et deux Super Bowl remportés par Green Bay.
En 1964, Caffey remplace Dave Robinson, blessé en début de saison, et ne va plus quitter son poste de titulaire pendant six saisons. Malgré de bonnes performances sur les terrains, la relation entre Lombardi et Caffey se révèle particulièrement difficile, les deux hommes ne s'entendant pas du tout. Cela n'empêche pas Caffey de faire carrière du côté de Green Bay avant de demander à être échangé après la saison 1969. Le 21 janvier 1970, Caffey, Elijah Pitts et Bob Hyland sont échangés aux Bears de Chicago contre le deuxième choix de la draft 1970, utilisé finalement pour Mike McCoy.
La carrière de Caffey se terminera avec une saison complète comme titulaire à Chicago, un troisième et dernier titre suprême avec les Cowboys de Dallas, à savoir le Super Bowl VI décroché avec un statut de remplaçant, et enfin une ultime année avec les Chargers de San Diego.